# Помоћ
Помоћ је реч која означава потребу за услуживањем од стране друге особе. Помоћ може бити материјална, новчана, емотивна и сл.